# Vérandas Willems-Crelan
L'equip Vérandas Willems-Crelan (codi UCI: VWC) és un equip ciclista belga, de ciclisme en ruta amb categoria Continental professional. Es va crear el 2017 després de la fusió del l'equip Veranda's Willems Cycling Team i part del Crelan-Vastgoedservice.

## Principals resultats
- Volta a Limburg: Wout Van Aert (2017)
- Bruges Cycling Classic: Wout Van Aert (2017)
- Gran Premi Pino Cerami: Wout Van Aert (2017)
- Rad am Ring: Huub Duijn (2017)
- Gran Premi Jef Scherens: Timothy Dupont (2017)

### A les grans voltes
- Giro d'Itàlia
  - 0 participacions
- Tour de França
  - 0 participacions
- Volta a Espanya
  - 0 participacions

## Composició de l'equip
| \| Llista de l'equip 2017 \| Llista de l'equip 2017 \| Llista de l'equip 2017 \| Llista de l'equip 2017 \| \| Ciclista \| Data de naixement \| Equip previ \| \| \| -------------------------------------------------------- \| ---------------------- \| ----------------------------------- \| ---------------------- \| \| Gaëtan Bille \| 6 de abril de 1988 \| Wanty-Groupe Gobert (2016) \| \| \| Sander Cordeel \| 7 de novembre de 1987 \| Verandas Willems (2016) \| \| \| Dries De Bondt \| 4 de juliol de 1991 \| Verandas Willems (2016) \| \| \| Stijn Devolder \| 29 de agost de 1979 \| Trek-Segafredo (2016) \| \| \| Timothy Dupont \| 1 de novembre de 1987 \| Verandas Willems (2016) \| \| \| Huub Duyn \| 1 de setembre de 1984 \| Roompot-Oranje Peloton (2016) \| \| \| Stan Godrie \| 9 de gener de 1993 \| Rabobank Development (2016) \| \| \| Michael Goolaerts \| 24 de juliol de 1994 \| Lotto-Soudal U23 (2016) \| \| \| Jappe Jaspers \| 1 de setembre de 1998 \| IKO Enertherm-BKCP (2016) \| \| \| Aidis Kruopis \| 26 de octubre de 1986 \| Verandas Willems (2016) \| \| \| Tim Merlier \| 30 de octubre de 1992 \| Crelan-Vastgoedservice (2016) \| \| \| Christophe Prémont \| 22 de novembre de 1989 \| Verandas Willems (2016) \| \| \| Wout van Aert \| 15 de setembre de 1994 \| Crelan-Vastgoedservice (2016) \| \| \| Elias Van Breussegem \| 10 de abril de 1992 \| Verandas Willems (2016) \| \| \| Stef Van Zummeren \| 20 de desembre de 1991 \| Verandas Willems (2016) \| \| \| Otto Vergaerde \| 15 de juliol de 1994 \| Topsport Vlaanderen-Baloise (2016) \| \| \| David Tanner (1 de jul–31 de des) \| 30 de setembre de 1984 \| IAM Cycling (2016) \| \| \| Arjen Livyns (1 de ago–31 de des, aprenent) \| 1 de setembre de 1994 \| VL Technics-Experza-Abutriek (2016) \| \| \| Lennert Teugels (1 de ago–31 de des, aprenent) \| 9 de abril de 1993 \| Profel United (2017) \| \| \| \| \| \| \| \| Fonts: ProCyclingStats Cycling Quotient Cycling Archives \| \| \| \| |                        |                                     |  |
| Llista de l'equip 2017 |                        |                                     |  |
| Ciclista | Data de naixement      | Equip previ                         |  |
| Gaëtan Bille | 6 de abril de 1988     | Wanty-Groupe Gobert (2016)          |  |
| Sander Cordeel | 7 de novembre de 1987  | Verandas Willems (2016)             |  |
| Dries De Bondt | 4 de juliol de 1991    | Verandas Willems (2016)             |  |
| Stijn Devolder | 29 de agost de 1979    | Trek-Segafredo (2016)               |  |
| Timothy Dupont | 1 de novembre de 1987  | Verandas Willems (2016)             |  |
| Huub Duyn | 1 de setembre de 1984  | Roompot-Oranje Peloton (2016)       |  |
| Stan Godrie | 9 de gener de 1993     | Rabobank Development (2016)         |  |
| Michael Goolaerts | 24 de juliol de 1994   | Lotto-Soudal U23 (2016)             |  |
| Jappe Jaspers | 1 de setembre de 1998  | IKO Enertherm-BKCP (2016)           |  |
| Aidis Kruopis | 26 de octubre de 1986  | Verandas Willems (2016)             |  |
| Tim Merlier | 30 de octubre de 1992  | Crelan-Vastgoedservice (2016)       |  |
| Christophe Prémont | 22 de novembre de 1989 | Verandas Willems (2016)             |  |
| Wout van Aert | 15 de setembre de 1994 | Crelan-Vastgoedservice (2016)       |  |
| Elias Van Breussegem | 10 de abril de 1992    | Verandas Willems (2016)             |  |
| Stef Van Zummeren | 20 de desembre de 1991 | Verandas Willems (2016)             |  |
| Otto Vergaerde | 15 de juliol de 1994   | Topsport Vlaanderen-Baloise (2016)  |  |
| David Tanner (1 de jul–31 de des) | 30 de setembre de 1984 | IAM Cycling (2016)                  |  |
| Arjen Livyns (1 de ago–31 de des, aprenent) | 1 de setembre de 1994  | VL Technics-Experza-Abutriek (2016) |  |
| Lennert Teugels (1 de ago–31 de des, aprenent) | 9 de abril de 1993     | Profel United (2017)                |  |
| |                        |                                     |  |
| Fonts: ProCyclingStats Cycling Quotient Cycling Archives |                        |                                     |  |

| \| Llista de l'equip 2018 \| Llista de l'equip 2018 \| Llista de l'equip 2018 \| Llista de l'equip 2018 \| \| Ciclista \| Data de naixement \| Equip previ \| \| \| ------------------------------------------- \| ---------------------- \| ------------------------------------- \| ---------------------- \| \| Sean De Bie \| 3 de octubre de 1991 \| Lotto-Soudal (2017) \| \| \| Mathias De Witte \| 29 de març de 1993 \| Cibel-Cebon (2017) \| \| \| Stijn Devolder \| 29 de agost de 1979 \| Trek-Segafredo (2016) \| \| \| Huub Duyn \| 1 de setembre de 1984 \| Roompot-Oranje Peloton (2016) \| \| \| Senne Leysen \| 18 de març de 1996 \| Lotto-Soudal U23 (2017) \| \| \| Stijn Steels \| 21 de agost de 1989 \| Sport Vlaanderen-Baloise (2017) \| \| \| Wout van Aert (1 de gen–17 de set) \| 15 de setembre de 1994 \| Crelan-Vastgoedservice (2016) \| \| \| Zico Waeytens \| 29 de setembre de 1991 \| Team Sunweb (2017) \| \| \| Dries De Bondt \| 4 de juliol de 1991 \| Verandas Willems (2016) \| \| \| Stan Godrie \| 9 de gener de 1993 \| Rabobank Development (2016) \| \| \| Aidis Kruopis \| 26 de octubre de 1986 \| Verandas Willems (2016) \| \| \| Arjen Livyns (1 de març–31 de des) \| 1 de setembre de 1994 \| Pauwels Sauzen-Vastgoedservice (2017) \| \| \| Tim Merlier \| 30 de octubre de 1992 \| Crelan-Vastgoedservice (2016) \| \| \| David Tanner \| 30 de setembre de 1984 \| IAM Cycling (2016) \| \| \| Elias Van Breussegem \| 10 de abril de 1992 \| Verandas Willems (2016) \| \| \| Michael Goolaerts (1 de gen–9 de abr, Nota) \| 24 de juliol de 1994 \| Lotto-Soudal U23 (2016) \| \| \| \| \| \| \| \| Font: ProCyclingStats \| \| \| \|Nota: Michael Goolaerts, mort durant una competició |                        |                                       |  |
| Llista de l'equip 2018 |                        |                                       |  |
| Ciclista | Data de naixement      | Equip previ                           |  |
| Sean De Bie | 3 de octubre de 1991   | Lotto-Soudal (2017)                   |  |
| Mathias De Witte | 29 de març de 1993     | Cibel-Cebon (2017)                    |  |
| Stijn Devolder | 29 de agost de 1979    | Trek-Segafredo (2016)                 |  |
| Huub Duyn | 1 de setembre de 1984  | Roompot-Oranje Peloton (2016)         |  |
| Senne Leysen | 18 de març de 1996     | Lotto-Soudal U23 (2017)               |  |
| Stijn Steels | 21 de agost de 1989    | Sport Vlaanderen-Baloise (2017)       |  |
| Wout van Aert (1 de gen–17 de set) | 15 de setembre de 1994 | Crelan-Vastgoedservice (2016)         |  |
| Zico Waeytens | 29 de setembre de 1991 | Team Sunweb (2017)                    |  |
| Dries De Bondt | 4 de juliol de 1991    | Verandas Willems (2016)               |  |
| Stan Godrie | 9 de gener de 1993     | Rabobank Development (2016)           |  |
| Aidis Kruopis | 26 de octubre de 1986  | Verandas Willems (2016)               |  |
| Arjen Livyns (1 de març–31 de des) | 1 de setembre de 1994  | Pauwels Sauzen-Vastgoedservice (2017) |  |
| Tim Merlier | 30 de octubre de 1992  | Crelan-Vastgoedservice (2016)         |  |
| David Tanner | 30 de setembre de 1984 | IAM Cycling (2016)                    |  |
| Elias Van Breussegem | 10 de abril de 1992    | Verandas Willems (2016)               |  |
| Michael Goolaerts (1 de gen–9 de abr, Nota) | 24 de juliol de 1994   | Lotto-Soudal U23 (2016)               |  |
| |                        |                                       |  |
| Font: ProCyclingStats |                        |                                       |  |

## Classificacions UCI
L'equip participa en els Circuits continentals de ciclisme.
UCI Àsia Tour
| Temporada | Classificació per equips | Millor ciclista en la classificació individual |
| --------- | ------------------------ | ---------------------------------------------- |
| 2018      | 88è                      | Elias van Breussegem (412è)                    |

UCI Europa Tour
| Temporada | Classificació per equips | Millor ciclista en la classificació individual |
| --------- | ------------------------ | ---------------------------------------------- |
| 2017      | 8è                       | Wout Van Aert (11è)                            |
| 2018      | 12è                      | Sean De Bie (38è)                              |